# Czesław Taborek
Czesław Taborek (ur. 30 sierpnia 1915 w Łodzi, zm. 2 sierpnia 1982) – polski bokser, zawodnik IKP Łódź, brązowy medalista mistrzostw Polski w kategorii lekkiej (1934), agent Gestapo podczas II wojny światowej i SB po wojnie.

## Życiorys
Ukończył 7 klas szkoły powszechniej, następnie uczył się w szkole włókienniczej i podjął pracę w fabryce Izraela Poznańskiego. Tam został członkiem sekcji bokserskiej IKP Łódź. W 1934 został brązowym medalistą mistrzostw Polski w kategorii lekkiej (1934) w barwach IKP Łódź, w 1935 zaś reprezentował Polskę w meczu bokserskim Polska-Niemcy.
Na początku niemieckiej okupacji w Łodzi pracował w handlu. W 1940 został wysłany na roboty przymusowe do Niemiec, gdzie pracował do października 1943 roku. Po nalocie na fabrykę uciekł do Łodzi, gdzie ukrywał się w mieszkaniu matki przy ul. Pomorskiej. W listopadzie 1943 spotkał agenta Gestapo – Pisarkiewicza vel Pisarka, który wyrobił mu nową Arbeitskarte i zaoferował pracę w łódzkiej firmie „Aszeke” przy ul. Andrzeja. Z czasem zaczął współpracować z łódzkim Gestapo jako agent nr 728. Został jednak aresztowany za ucieczkę z Niemiec i osadzony w obozie na Sikawie, lecz po trzech tygodniach zwolniony po interwencji kierownika agentury Gestapo – Breyera. 
Po zakończeniu wojny i końcu okupacji w Łodzi w 1945 zgłosił się do Wojewódzkiego Urzędu Bezpieczeństwa z propozycją współpracy agenturalnej, która została przyjęta, jednak dla zatarcia jego działalności okupacyjnej wytoczono mu pokazowy sfingowany proces oskarżając o współpracę z Gestapo. W jego wyniku został demonstracyjnie uwolniony od tego oskarżenia. Szczegóły jego późniejszej działalności znajdują się w jego aktach osobowych agenta SB przechowywanych w archiwum łódzkiego IPN.

### Życie prywatne
Był synem Józefa Taborka. Po II wojnie światowej mieszkał przy ul. Nowotki 41a (późn. ul. Pomorska 41a). Pochowany został na Cmentarzu Matki Boskiej Nieustającej Pomocy w Łodzi przy ul. Szczecińskiej.